# Elisabeth Persson
Pour les articles homonymes, voir Persson.
Elisabeth Persson, née le 21 janvier 1964 à Umeå, est une curleuse suédoise. 
Elle remporte la médaille de bronze aux Jeux olympiques d'hiver de 1998 à Nagano. Elle est sacrée à quatre reprises championne du monde (1992, 1995, 1998 et 1999) et championne d'Europe (1992, 1993, 1997 et 2000).